# Касьянов, Игорь Николаевич
Игорь Николаевич Касья́нов (род. 27 июня 1961 года) — российский политический деятель. Депутат Госдумы V созыва, 1-й заместитель председателя Союза Садоводов России.

## Биография
- Родился 27 июня 1961 года в Кирове.
- Окончил Кировский политехнический институт в 1983 году.
- 1983 — 1985 — работал на предприятии «Кировэнерго». До 1984 года инженер службы путей электрических сетей, c 1984 старший инженер производственно-технической службы.
- 1985 — 1992 — работал в молодёжных организациях, включая ВЛКСМ.
- 1992 — 2006 — директор АОЗТ (в последующим ОАО) «Спутник» в Кирове.
- 2006 — 2007 — депутат Кировского Законодательного Собрания от партии «Справедливая Россия», также являлся председателем совета регионального отделения той же партии.
- В 2007 году в связи избранием Касьянова в Госдуму V созыва от партии «Справедливая Россия», он досрочно сложил с себя полномочия депутата Законодательного Собрания Кировской области[1]. В думе стал членом Комитета по экономической политике и предпринимательства.
- В 2011 году решил принять участие в праймериз ОНФ[2].
- В 2012 году председатель Российской партии садоводов.[3]